# Smedsbo, Östervåla
Smedsbo är en by i Östervåla socken, Heby kommun.
Smedsbo omtalas i dokument första gången 1386 ("i smydsbole"), då 2 öresland jord i Smedsbo överläts till Uppsala domkyrka. Smedsboborna ingick 1454 bland de Vålabor som anklagades av kyrkoherden för att ha slagit en fätäkt som var hans. 1480–1536 har Uppsala domkyrka en landbo som räntar 2 marker årligen, från 1497 12 penningar. Under 1500-talet anges gården vara om 4 öresland. 1542 drogs gårdarna in från kyrkan till Gustav Vasas arv och eget och lades under Örby gård. Smedsbo ingick sedan i de gustavianska arvegodsen som 1624 donerades till Uppsala universitet. Förleden i bynamnet är yrkesbeteckningen smed.
Smedsbo hade del i fäboden Storvallen strax öster om sjön Toften.